# Chastelet
Pour l’article homonyme, voir Nicolas Chastelet.
Le Chastelet du Gué de Jacob est appelé aussi Bayt al-Ahzan ou Metzad Ateret. Cette forteresse de Terre Sainte a été érigée par les Templiers entre octobre 1178 et mars 1179 afin de défendre le passage sur le Jourdain, dit "gué de Jacob" (latin : Vadum Iacob), situé à 500 m au nord-est.

## Description
L'enceinte du Chastelet était rectangulaire. Les murs, très épais, étaient d’une « hauteur convenable » (ad convenientem altitudinem). Le récit du siège, dans certaines chroniques, semble attester l’existence d’un réduit sur le front ouest. La forteresse disposait d’une citerne, si vaste que les musulmans y jetèrent les corps des Templiers, Turcoples et ouvriers tués sans pouvoir l’emplir complètement. De récentes fouilles ont permis de retrouver la base des murs arasés dont les pierres sont d’une taille impressionnante.

## Sièges
Après avoir tenté de monnayer son démantèlement, Saladin fit le siège du Chastelet le 27 mai 1179, mais se heurta à une farouche résistance de la part de la garnison.
Quelques mois plus tard, après sa victoire sur les Francs à Marj Ayoun, Saladin monta une seconde expédition contre le Chastelet. Arrivé devant le gué le 24 août 1179, il fit creuser une sape sous une tour de l'enceinte dont l'incendie provoqua l'effondrement de la muraille, le 28 août. Les musulmans purent s'emparer de la forteresse au cours de la nuit. Saladin ordonna la destruction complète de l'ouvrage.
La garnison se composait de quatre-vingt chevaliers avec leur écuyers, quinze sergents commandant chacun cinquante hommes, ainsi qu’un certain nombre d’artisans, charpentiers, forgerons, maçons et maîtres d’armes ; sans oublier une centaine d’esclaves/prisonniers musulmans. On peut donc estimer que la forteresse contenait près de mille hommes ; les sources musulmanes avancent le chiffre de sept cents prisonniers,.